# Kim Cheol-min

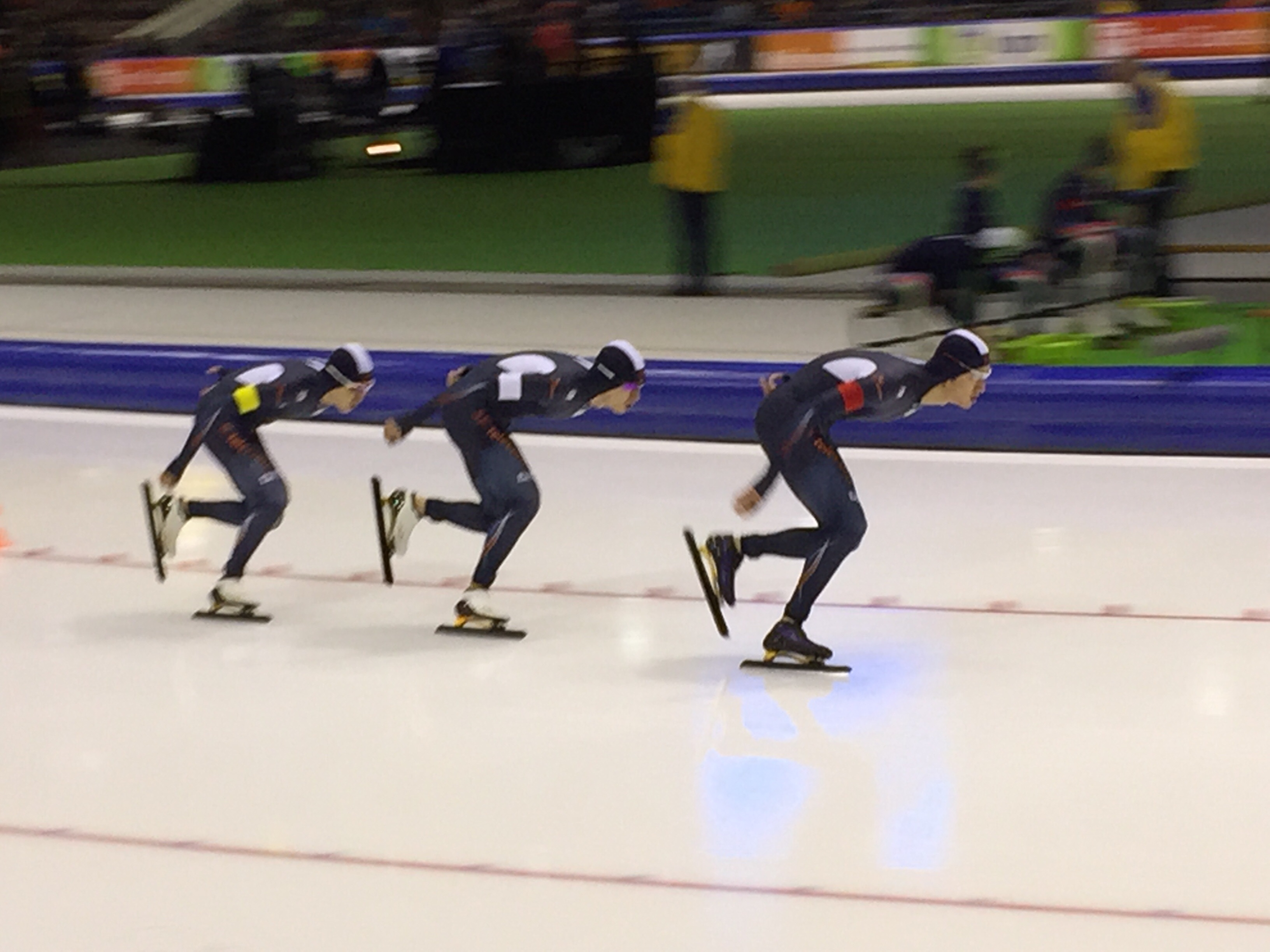
De Zuid-Koreaanse achtervolgingsploeg bij de WK afstanden in 2015

Kim Cheol-min (Seoul, 29 november 1992) is een Zuid-Koreaans langebaanschaatser en voormalig shorttracker.
Als shorttracker won hij samen met de Zuid-Koreaanse ploeg goud op het wereldkampioenschap shorttrack voor teams van 2011 in Warschau. Hij nam als langebaanschaatser deel aan de ploegenachtervolging op de Olympische Spelen 2014 en won daar met Joo Hyung-joon en Lee Seung-hoon zilver.

## Persoonlijke records
| Afstand      | Tijd     | Datum             | Baan           |
| ------------ | -------- | ----------------- | -------------- |
| 500 meter    | 35,10    | 2 december 2022   | Quebec         |
| 1000 meter   | 1.10,17  | 20 september 2014 | Calgary        |
| 1500 meter   | 1.45,27  | 20 september 2013 | Calgary        |
| 3000 meter   | 3.44,55  | 29 september 2012 | Calgary        |
| 5000 meter   | 6.23,62  | 22 september 2013 | Calgary        |
| 10.000 meter | 13.46,49 | 21 november 2015  | Salt Lake City |

## Resultaten
| Jaar | WK Allround            | WK Afstanden                    | Olympische Spelen         | WK Junioren                           |
| ---- | ---------------------- | ------------------------------- | ------------------------- | ------------------------------------- |
| 2012 |                        |                                 |                           | 7e · (15e, 4e, 12e, ) · Achtervolging |
| 2013 |                        | 18e 5000m · achtervolging       |                           |                                       |
| 2014 |                        |                                 | 24e 5000m · Achtervolging |                                       |
| 2015 | NC19 (8e, 20e, 22e, -) | achtervolging · 13e massastart  |                           |                                       |
| 2016 |                        | 5e achtervolging 19e massastart |                           |                                       |
|      |                        |                                 |                           |                                       |
| 2023 |                        | 21e 500m                        |                           |                                       |